# Conchylia lamellata
Conchylia lamellata är en fjärilsart som beskrevs av Louis Beethoven Prout 1917. Conchylia lamellata ingår i släktet Conchylia och familjen mätare. Inga underarter finns listade i Catalogue of Life.